# Joseph Henry Loveless
Joseph Henry Loveless (3 de diciembre de 1870 - circa 1916), también conocido como Charles Smith, Walter Currans y Walter Cairns, fue un forajido y contrabandista de licor estadounidense y por un tiempo un difunto no identificado. En 1916, tras ser acusado de asesinar a su mujer, escapó de la cárcel con una hoja de sierra que llevaba escondida en el zapato. Seis décadas después, el torso desmembrado de Loveless fue encontrado metido en un saco en una cueva de Idaho en 1979 con más de sus restos descubiertos en 1991 en la misma cueva. El cuerpo no se identificó positivamente hasta 2019 con la ayuda del Proyecto DNA Doe, que señaló que la identificación era la más antigua que habían hecho. La identificación positiva se realizó mediante genealogía forense.

## Primeros años de vida
Joseph Henry Loveless nació el 3 de diciembre de 1870, en Payson, en lo que entonces era Territorio de Utah. Su madre, Sarah Jane Scriggins, era de Massachusetts, mientras que su padre, Joseph Jackson Loveless, era de Indiana. Ambos de los primeros pioneros mormones.

## Vida personal
Desde joven se vio involucrado en robos y atracos, y fugas de prisión. El 3 de octubre de 1899 Loveless se casó en Salt Lake City con Harriet Jane "Hattie" Savage, con quien tuvo una hija. En octubre de 1903, Harriet solicitó el divorcio de Loveless citando abandono y falta de apoyo. El divorcio se concedió en mayo de 1904 y Loveless nunca impugnó los cargos. En agosto de 1905, Loveless vivía en Idaho y se había casado con Agnes Octavia Caldwell (1880-1916). La pareja tuvo cuatro hijos desde 1906 hasta 1913. En marzo y diciembre de 1914 fue arrestado por contrabando de licor, pero huyó nuevamente cortando los barrotes en prisión con una sierra.

## Asesinato de Agnes Loveless y fuga de la cárcel
En marzo de 1916 los periódicos locales informaron de que consiguió tomar el control del tren que lo trasladaba de prisión y huir, aunque fue pronto recapturado pero escapó de la cárcel. El 5 de mayo de 1916, supuestamente asesinó a su esposa Agnes con un hacha. Los informes de la época identifican a su asesino como "Charles Smith", a quien se cita como su esposo. Charles Smith era uno de los muchos alias de Loveless. Loveless fue arrestado el 11 de mayo y enviado a la cárcel. En el funeral de Agnes Loveless, se citó a uno de sus hijos diciendo: "Papá nunca estuvo mucho tiempo en la cárcel y pronto saldrá". El 18 de mayo de 1916, Loveless se escapó de la cárcel de St. Anthony, de nuevo usando su hoja de sierra que había escondido en un zapato.

## Muerte
Se desconocen los detalles de la muerte de Loveless, y es un caso abierto de la Oficina del Sheriff del Condado de Clark a partir de enero de 2020. Sin embargo, su último cartel de búsqueda después de su fuga lo describe con la misma ropa que se encontró con sus restos: un sombrero de color claro, un abrigo marrón, un jersey rojo y un mono azul sobre pantalones negros. Esto hizo que Lee Bingham Redgrave, un genealogista forense del Proyecto DNA Doe, especulara que Loveless murió al poco de su huida. Se desconoce la causa de la muerte, aunque se utilizaron múltiples herramientas afiladas para desmembrar su cuerpo. Samantha Blatt, bioarqueóloga de la Universidad Estatal de Idaho, especuló que Loveless pudo haber sido asesinado por la familia de su difunta esposa como venganza por su asesinato. 

## Descubrimiento e identificación de restos
En 1979, una familia que buscaba puntas de flecha en Buffalo Cave, cerca de Dubois, Idaho, descubrió restos humanos en un viejo saco de arpillera, consistente en un torso sin cabeza. En 1991, una niña encontró una mano momificada en la misma cueva, lo que provocó excavaciones que recuperaron ambas piernas y un brazo. Los investigadores forenses estimaron que el hombre era de ascendencia europea y tenía alrededor de 40 años en el momento de la muerte. La identificación se consideró imposible debido a la falta de la cabeza. Su intervalo post mortem se estimó inicialmente entre 6 meses y 5 años. En 2019, las antropólogas de la Universidad Estatal de Idaho, Samantha Blatt y Amy Michael, junto con las autoridades del condado de Clark, solicitaron ayuda del Proyecto DNA Doe, una organización sin fines de lucro que busca identificar a personas fallecidas previamente no identificadas a través de la genealogía forense. Los investigadores construyeron un árbol genealógico para los restos no identificados. Debido a que uno de los abuelos de Loveless fue un mormón polígamo con cuatro esposas, el árbol era grande, con cientos de primos y otros parientes. Sin embargo, se consideró que Loveless era un candidato plausible, ya que se descubrió que su tumba era un cenotafio (no había restos bajo la lápida). Se identificó a un nieto de Loveless, de 87 años, viviendo en California y accedió a hacerse una prueba de ADN, que confirmó que los restos eran los de su abuelo Joseph Henry Loveless.